# Зволень (гміна)
Гміна Зволень (пол. Gmina Zwoleń) — місько-сільська гміна у центральній Польщі. Належить до Зволенського повіту Мазовецького воєводства.
Станом на 31 грудня 2011 у гміні проживало 15380 осіб.

## Площа
Згідно з даними за 2007 рік площа гміни становила 161.12 км², у тому числі:
- орні землі: 69.00%
- ліси: 24.00%

Таким чином, площа гміни становить 28.21% площі повіту.

## Населення
Станом на 31 грудня 2011:
| Опис     | Загалом | Загалом | Чоловіки | Чоловіки | Жінки | Жінки |
| -------- | ------- | ------- | -------- | -------- | ----- | ----- |
| одиниця  | осіб    | %       | осіб     | %        | осіб  | %     |
| все      | 15380   | 100     | 7532     | 48.97    | 7848  | 51.03 |
| міське   | 8191    | 100     | 3925     | 47.92    | 4266  | 52.08 |
| сільське | 7189    | 100     | 3607     | 50.17    | 3582  | 49.83 |

## Сусідні гміни
Гміна Зволень межує з такими гмінами: Ґузд, Казанув, Пйонкі, Полічна, Пшиленк, Тчув, Хотча, Цепелюв.